# The Four Seasons (filme)
The Four Seasons é uma comédia romântica de 1981 estrelada por Alan Alda, Carol Burnett, Len Cariou, Sandy Dennis, Rita Moreno, Jack Weston e Bess Armstrong.

## Premissa
The Four Seasons mostra a história de três casais que viajam a cada nova estação do ano, discutindo sobre os problemas da vida conjugal e outras crises. Após algumas viagens, Nick conhece Ginny e então, deixa sua esposa Anne de lado. Quando ele resolve levar sua nova namorada para uma nova viagem com os amigos, a situação fica desconfortável.

## Elenco
- Alan Alda	 ... 	Jack Burroughs
- Carol Burnett	... 	Kate Burroughs
- Len Cariou	... 	Nick Callan
- Sandy Dennis	... 	Anne Callan
- Rita Moreno	... 	Claudia Zimmer
- Jack Weston	... 	Danny Zimmer
- Bess Armstrong	... 	Ginny Newley Callan
- Elizabeth Alda	... 	Beth Burroughs
- Beatrice Alda	... 	Lisa Callan